# Giuseppe Gaddi
Giuseppe Gaddi (Trieste, 1º gennaio 1909 – Vienna, 15 settembre 1982) è stato un saggista e partigiano italiano.

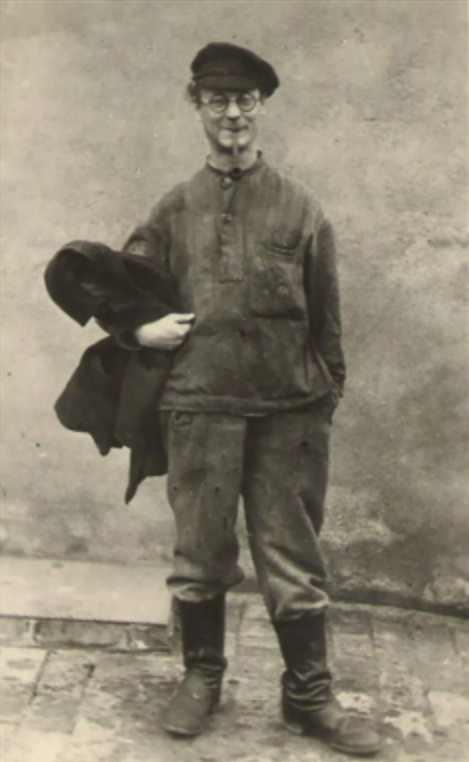
Giuseppe Gaddi (dopo il campo di concentramento)

Operaio e militante antifascista membro del Partito Comunista Italiano, è condannato nel 1928 dal Tribunale speciale a dieci anni e cinque mesi di carcere, pena che espiò a Civitavecchia. Liberato nel 1932 in seguito ad amnistia, riesce a raggiungere la Francia, dove è redattore del quotidiano La voce degli italiani. Arrestato dai tedeschi allo scoppio della seconda guerra mondiale, è consegnato ai fascisti italiani.  Dopo l'8 settembre 1943 entra nella Resistenza; catturato, è deportato in campo di concentramento in Germania. Riesce a fuggire e, rientrato in Italia, costituisce il Partito comunista in Veneto. 

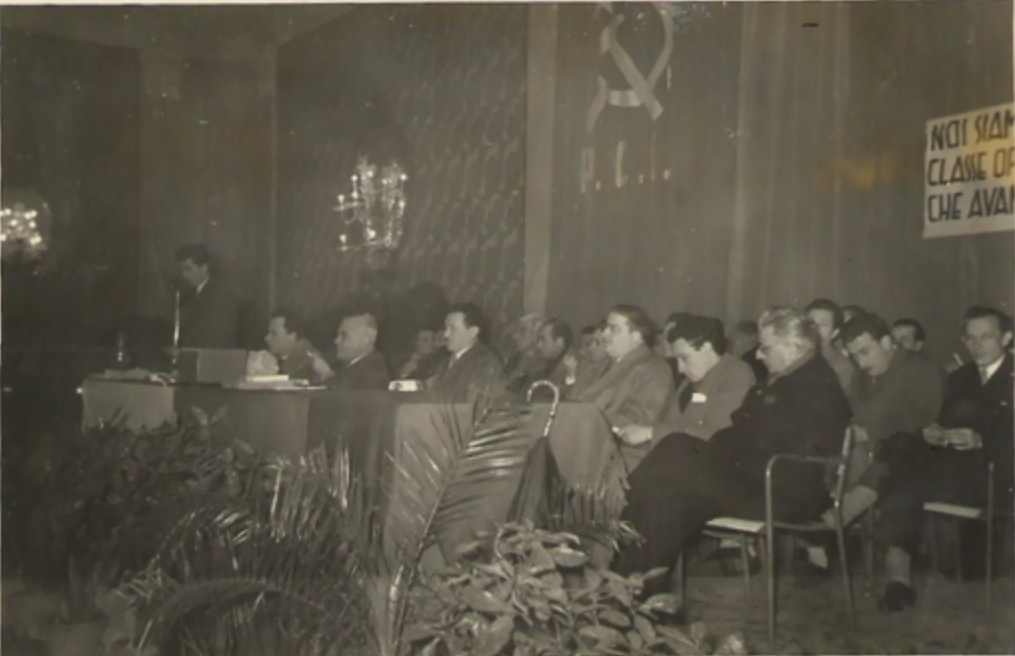
Partito Comunista Italiano (PCI) 1938

Negli anni sessanta dirige l'Associazione Italia-Urss e poi, fino alla morte nel 1982 a Vienna, la Federazione internazionale della Resistenza.
È stato decorato con la medaglia al valor militare d'argento.

## Opere
- La misère des travailleurs en Italie fasciste, Parigi L'informateur italien 1938
- Le racisme en Italie, Parigi Le droit de vivre 1939
- Dalle vette al Piave: piccola storia di un grande movimento, Venezia 1946
- Note su alcuni aspetti della politica agraria dei comunisti vicentini, Padova Tipografia Veneta 1954
- Una vita al servizio del popolo: Giacomo Pellegrini, Padova Tipografia Veneta 1954
- Saggio sulla stampa clandestina nella Resistenza Veneta, Bologna Athena 1955
- La riforma della scuola nell'Unione Sovietica, Roma Associazione Italia-Urss 1960
- Le assicurazioni sociali dell'Unione Sovietica, Roma Associazione Italia-Urss 1960
- Problemi dell'agricoltura sovietica, con Idomeneo Barbadoro 1962
- Enciclopedia dell'antifascismo e della Resistenza, con Pietro Sacchi, Milano La Pietra 1968
- Mezzo secolo di agricoltura sovietica, Milano Vangelista 1969
- Fascismo mai: cento manifesti contro la minaccia fascista in Europa, Milano La Pietra 1972
- Ogni giorno tutti giorni, Milano Vangelista 1974
- Neofascismo in Europa, Milano La Pietra 1974
- Guerra di popolo nel Veneto, Verona Bertani 1975
- I comunisti nella Resistenza veneta, Milano Vangelista 1977
- Bonn: un pericolo per l'Europa, Milano Teti 1978
- La Spàsema: piccola storia della resistenza bellunese, Belluno Nuovi sentieri 1981

## Onorificenze
- Medaglia al valor militare d'argento